# Телесные наказания
Теле́сные наказа́ния — одна из наиболее древних (наряду со смертной казнью) форм физического насилия, мер наказания, заключающаяся в причинении наказуемому лицу физической боли, увечья или того и другого сразу. 
Телесные наказания можно разделить на:
- членовредительные (калечащие), состоящие в лишении человека какой-либо части тела или в её повреждении: ослепление, вырезание языка, отсечение конечностей или пальцев, отрезание ушей, носа или губ, кастрация, клеймение и тому подобные.
- болезненные, которыми причиняется физическое страдание путём нанесения побоев различными орудиями (кнут, плеть, батоги [палки], шпицрутены, розга, кошка, линьки), нагайка — порка. К телесным наказаниям в настоящее время также относятся телесные наказания в школе и шлёпание детей их родителями[2].

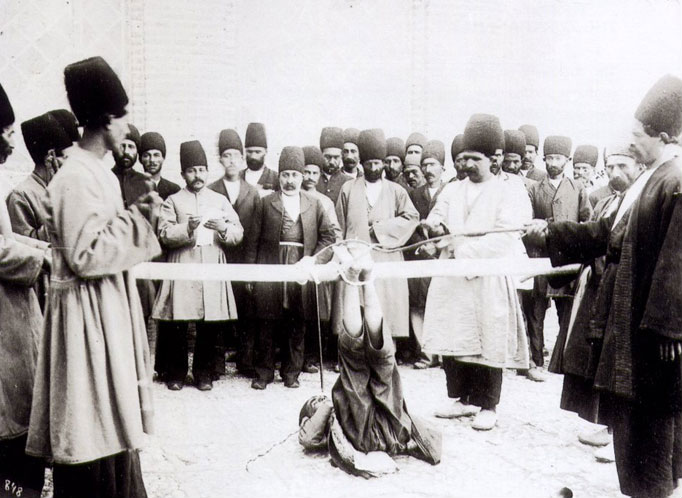
Порка стоп преступника в Иране.

## История
Телесные наказания уже были известны законам Хаммурапи, широко применялись в Римской империи. Особенно массовый характер применение телесных наказаний приобрело в период феодализма. Они были также распространены в период перехода к Новому времени, например, в Англии, по законодательству против бродяг и нищих, по общегерманскому уголовно-судебному уложению «Каролина».
Одним из первых, кто стал говорить о безнравственности и неэффективности телесных наказаний, был английский философ Иеремия Бентам (1748—1832). Он обращал внимание на то, что даже если количество причитающихся осуждённому ударов четко зафиксировано в законе, их реальная сила целиком зависит от палача, который может быть подкуплен, в результате чего преступник будет наказан не соразмерно тяжести своего преступления, а в соответствии со своим имущественным положением.
С конца XVIII в. страны Европы под влиянием идей Просвещения стали одна за другой отменять этот вид наказания. Первой это сделала Франция в УК 1791 г (однако окончательный отказ произошёл лишь в 1881 году). В 1820 году телесные наказания были законодательно отменены в Нидерландах, в 1860 году — в Италии, в 1867 году — в Австрии и Бельгии, в 1871 году в Германии, в 1890 году — в Финляндии, в 1900 году — в Японии, в 1904 году — в России, в 1930 году — в Дании, в 1936 году — в Норвегии, в 1948 году — в Англии (в войсках отменены в 1881 году, в тюрьмах (за нападение на сотрудников тюрьмы, по приговору судьи) были отменены в 1967 году, фактически применялись до 1962 года), в 1949 году — в Китае, в 1955 году — в Индии, в 1972 году — в Канаде.
Сфера применения телесных наказаний продолжает сокращаться. В 1988 году они были отменены в Зимбабве (в отношении взрослых). С 1996 года их применение было запрещено в Замбии, Кении, на Сент-Винсенте и Гренадинах, Тринидаде и Тобаго, в Уганде, на Фиджи, в ЮАР, на Ямайке. В то же время, они сохраняются как вид уголовного наказания более чем в 20 странах мира.
В США последний раз телесное наказание по приговору суда было применено в 1952 г. в Делавэре — мужчина получил 20 плетей за избиение жены. В этом штате наказание плетьми было официально отменено лишь в 1972 г.
Обратная к общемировой тенденция наблюдается в мусульманских государствах, где с 1980-х годов из-за политики возврата к «законам шариата» сфера применения телесных наказаний значительно расширилась: они были вновь включены в уголовное законодательство после долгого перерыва (Ливия, Мавритания, Иран, Судан, Пакистан, Йемен), либо стали применяться существенно чаще, чем до этого (ОАЭ, Саудовская Аравия).
Телесные наказания детей также применялись с глубокой древности их родителями, воспитателями, учителями. Ребёнок рассматривался почти как собственность своих родителей, которые могли его наказывать практически любым образом или передоверять это право другим. Отказ от телесных наказаний как от способа воспитания начался лишь в XVIII веке и был во многом связан с изменением характера обучения, постепенным отказом от зубрежки как от неэффективного и жестокого метода, возникновением попыток заинтересовать детей учёбой. Впервые в мире телесные наказания в школах запретили в Речи Посполитой в 1783 году. При этом между странами наблюдались значительные различия. Так, во Франции в XIX веке воспитание было значительно либеральнее, чем в Великобритании.
 В Великобритании телесные наказания в государственных школах были запрещены только с 1987 года, в частных школах такие наказания были запрещены в 1999 году (Англия и Уэльс), 2000 (Шотландия) и 2003 (Северная Ирландия). В США с 1970-х годов они были запрещены в школах в 33 штатах, однако, по состоянию на ноябрь 2023 года до сих пор есть 17 штатов, где телесные наказания в школах являются законными и практикуются.

## Телесные наказания в России

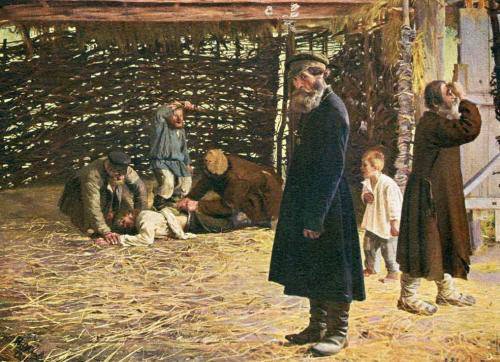
Н. В. Орлов «Недавнее прошлое» (Перед поркой), (1904), холст, масло — Государственный центральный музей современной истории России.

Воинский устав Петра I предусматривал самые разнообразные наказания: принудительное хождение по деревянным кольям, клеймение железом, обрезание ушей, отсечение руки или пальцев, отрезание языка, вырывание ноздрей, битьё батогами, шпицрутенами, порка кнутом, плетьми, розгами.
Постепенно от телесных наказаний были освобождены дворяне, христианское и исламское духовенство, почётные граждане, купцы первой и второй гильдий, некоторые должностные лица, а также их жёны и дети.
Указом от 11 апреля 1766 года были отменены телесные наказания для духовенства.
Вырезание ноздрей применялось до 1817 года, клеймение — до 1863 года.
Самым суровым видом телесного наказания было битье кнутом, которое применялось до 1845 года. После этого осталось лишь наказание плетьми, шпицрутенами и розгами.
Наказание плетьми выполнялось с той же торжественностью, как и наказание кнутом. По Уложению о наказаниях уголовных и исправительных 1845 г. высший предел наказания плетьми был установлен в 100 ударов.
Наказание шпицрутенами (прогон сквозь строй) предназначалось для солдат, но иногда распространялось и на лиц, не принадлежавших к армии.
Наказание розгами как вид уголовного наказания до XIX века назначалось только несовершеннолетним и рассматривалось как крупное смягчение наказания, которое, как выражался Воинский Устав 1716 года, в таких случаях «умаляется или весьма оставляется». Уложение 1845 г. поставило розги на второе место вслед за плетьми, в размере 50—100 ударов. При существовании крепостного права розги также были обычным наказанием, налагаемым помещиками на крепостных; розги употреблялись и при всевозможных усмирениях волнений, наконец, составляли обычное педагогическое средство воздействия на воспитанников средних учебных заведений, особенно в духовных семинариях. Художественно яркое и исторически достоверное описание семинарских нравов дал в «Очерках бурсы» Н. Г. Помяловский, который во время обучения в семинарии сам был наказан 400 раз и даже задавал себе вопрос: «Пересечен я или ещё недосечен?»
Законом 17 (29) апреля 1863 года были отменены телесные наказания как мера уголовного наказания (за исключением приговоров рецидивистам-каторжникам). В тот же день приказом по Военному министерству № 120 были отменены в российской армии наказание шпицрутенами и соответствовавшее ему наказание «кошками» на флоте. Но было сохранено наказание розгами: до 200 ударов, как наказание по суду, в виде временной меры, впредь до устройства военных тюрем и военно-исправительных рот, и до 50 ударов — как взыскание дисциплинарное. При этом устанавливалось, что никто из нижних чинов не может быть подвергнут телесному наказанию, если не был раньше переведен в разряд штрафованных. Состоящие в разряде штрафованных могли быть подвергаемы наказанию розгами: от 50 до 200 ударов взамен одиночного заключения в военной тюрьме, если по неустройству тюрем или по неимению в них места наказание это не может быть приведено в исполнение, и до 50 ударов — в дисциплинарном порядке. Ротные командиры имели право назначать до 15 ударов, батальонные — до 25, полковые — до полной меры. На военных кораблях на тех же основаниях вместо розог могло быть назначаемо наказание линьками Однако сначала волостные суды, а после указа Александра III 1889 года — участковые земские начальники, как правило, назначавшиеся местным дворянством, продолжали назначать телесные наказания крестьянам до полной их отмены в 1904 году.
В 1864 году появился «Указ об изъятии от телесных наказаний учащихся средних учебных заведений».
По указу 1863 года были полностью отменены телесные наказания для женщин, кроме ссыльных, однако де-факто этот запрет массово нарушался волостными судами. Карийская трагедия 1889 года вызвала общественный резонанс, под влиянием которого правительство подтвердило отдельным указом в 1893 году отмену телесных наказаний для женщин, запретив их также для заключенных и каторжниц.
В конце XIX века усилилось движение за полную отмену телесных наказаний, в том числе для крестьян.
Л. Н. Толстой писал:
«Надо, не переставая, кричать, вопить о том, что такое применение дикого, переставшего уже употребляться для детей наказания к одному лучшему сословию русских людей есть позор для всех тех, кто прямо или косвенно участвует в нём».
К началу XX века в Российской империи остались следующие виды телесных наказаний:
1) розги: как наказания для крестьян по приговорам волостных судов, бродяг и ссыльных, и как исправительная мера для ремесленных учеников;
2) плети для ссыльно-каторжных и поселенцев.
12 июня 1903 года наказания плетьми для каторжных и ссыльных были отменены.
30 июня 1904 года были отменены телесные наказания в армии и на флоте.
11 августа 1904 года были отменены телесные наказания для крестьян и малолетних ремесленников.
До 1917 года телесные наказания (розги) применялись в соответствии с законом лишь как дисциплинарное наказание в тюрьмах. Однако во время Первой мировой войны в 1915 г. была вновь введена порка солдат розгами как дисциплинарное наказание

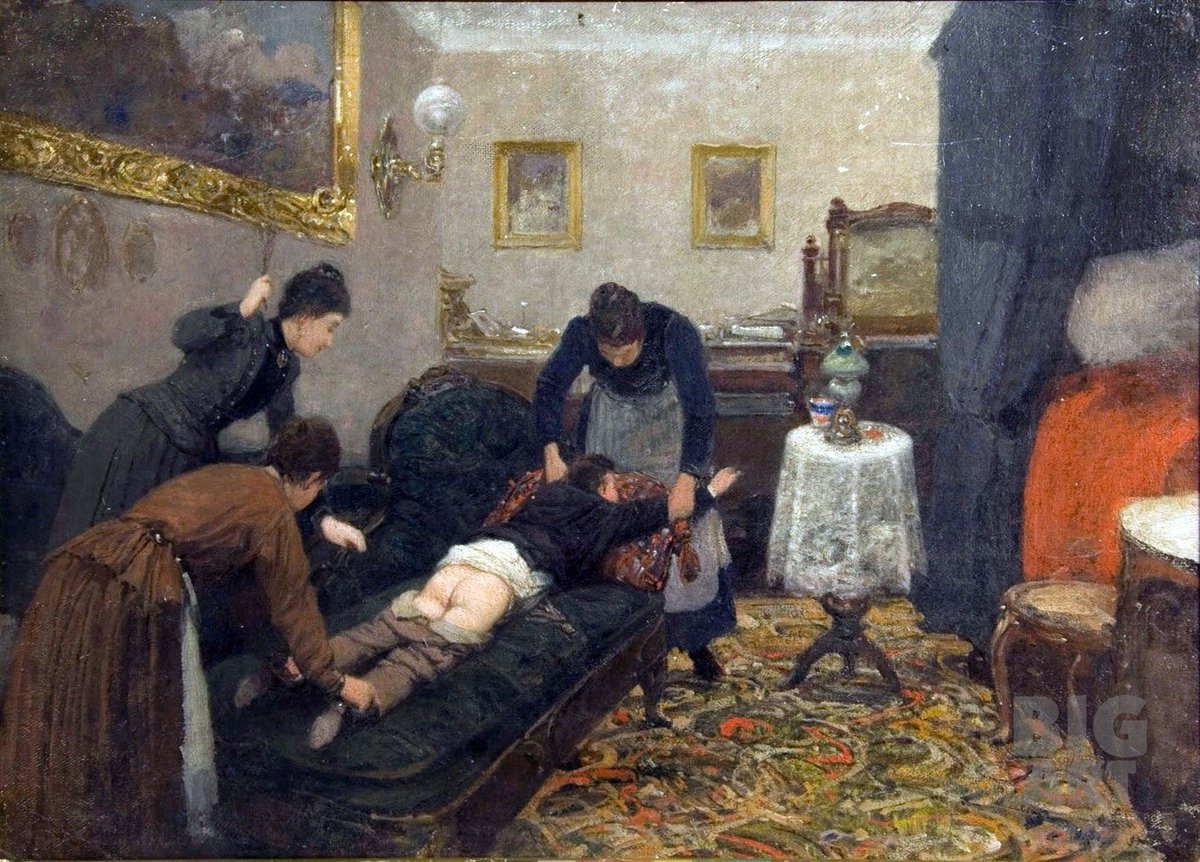
П. Ковалевский «Порка», картина 1880 года

Что же касается телесных наказаний в семье, то с середины XIX века они постепенно выходили из моды. В некоторых семьях детей не пороли, однако в других это делали регулярно, и общественное мнение принимало это как должное. Например, из 324 опрошенных Д. Н. Жбанковым в 1908 году московских студенток 75 сказали, что дома их секли розгами, а к 85 применяли другие физические наказания: порка мокрой верёвкой или вожжами, удары по лицу, долговременное стояние голыми коленками в углу на горохе. Причём ни одна из опрошенных не осудила родителей за излишнюю строгость, а пятеро даже сказали, «что их надо было драть сильнее».
Официальная советская педагогика с 1917 года считала телесные наказания детей неприемлемыми и недопустимыми. Во всех типах учебных заведений они были категорически запрещены. Однако телесные наказания в семье оставались нередким явлением. Когда журналист Н. Н. Филиппов в 1988 году с помощью педагогической общественности провел анонимное анкетирование семи с половиной тысяч детей от 9 до 15 лет в 15 городах СССР, оказалось, что 60 % родителей применяли к ним телесные наказания.

## Телесные наказания в других странах

Лиловым цветом отмечены страны, где в настоящее время применяются телесные наказания по приговорам судов

В настоящее время законодатели большинства стран рассматривают телесные наказания в любой форме как противоречащие положениям «Всеобщей декларации прав человека» (1948) и «Международного пакта о гражданских и политических правах» (1966), которые, в частности, запрещают пытки и жестокие, бесчеловечные или унижающие достоинство человека наказания.
В то же время в современном мире существуют две группы стран, которые сохраняют в своём уголовном законодательстве рассматриваемый вид наказания.
Наибольшее значение телесные наказания сохраняют в тех странах, где в качестве источника уголовного права действует мусульманское право (Афганистан, Бахрейн, Иран, Йемен, Ливия, Мавритания, Малайзия, северные штаты Нигерии, ОАЭ, Оман, Судан, Пакистан и др.). При этом в большинстве указанных стран предусмотрены не только болезненные (битьё плетьми), но и членовредительские виды наказания. В  Саудовской Аравии порка плетью как уголовное наказание в 2020 году была отменена, однако отрубание кисти руки в качестве наказания за кражу не отменено.
Помимо мусульманских стран, телесные наказания по-прежнему предусмотрены уголовным законодательством многих государств — бывших английских колоний (Зимбабве, Нигерия, Сингапур, Танзания, Тонга, Шри-Ланка и др.), где они применяются в основном в виде порки.
В этих же странах телесные наказания официально применяются в школах и тюрьмах. В настоящее время телесные наказания применяются в школах и в некоторых штатах США.

## В литературе
- «После бала» — рассказ Льва Толстого, описывающий наказание шпицрутенами.
- «В исправительной колонии» — новелла Франца Кафки, описывающая аппарат для смертельных истязаний человека.